# Rocuronium
Rocuronium ist ein nicht-depolarisierendes Muskelrelaxans, das 1995 in Deutschland in die klinische Anästhesie eingeführt wurde. Es stellt eine Weiterentwicklung des Aminosteroids Vecuronium dar (Rapid onset veCURONIUM).

## Eigenschaften
Rocuronium hat unter den nicht-depolarisierenden Muskelrelaxantien die kürzeste Wirkeintrittszeit (Anschlagzeit) und ist daher eine Alternative, wenn aufgrund von Kontraindikationen bei einer Rapid Sequence Induction kein Succinylcholin verwendet werden kann. Nach ca. 60–90 Sekunden liegen gute Intubationsbedingungen vor. Die klinische Wirkdauer (Zeitdauer bis zur 25%igen Spontanerholung der Kontrollzuckungsstärke) mit 0,6 mg·kg−1 Rocuroniumbromid (das Desacetoxy-Derivat von Vecuronium) beträgt 30–40 Minuten. Die Gesamtwirkungsdauer (Zeit der Spontanerholung auf 90 % der Kontrollzuckungsstärke) beläuft sich auf 50 Minuten. Zudem setzt Rocuronium in Dosierungen von 0,6 bis 1,2 mg/kg kein Histamin frei.

## Abbau
Rocuronium wird vorwiegend in der Leber abgebaut und teilweise über die Niere ausgeschieden. Vorsicht ist also bei Einschränkungen der Leberfunktion geboten.

## Anwendung
Rocuronium darf nur im Rahmen einer Narkose angewendet werden. Es entspannt alle Skelettmuskeln, daher führt die Gabe von Rocuronium zur vorübergehenden Lähmung der Atemmuskulatur und Apnoe. Die Anwendung setzt also das Vorhandensein einer Beatmungsmöglichkeit und die Anwesenheit eines im Airway-Management erfahrenen Arztes voraus.

### Gegenmittel
Seit Mitte 2008 steht mit Sugammadex ein für Rocuronium spezifisches Antidot (Gegenmittel) zur Verfügung. Durch Sugammadex kann die muskelblockierende Wirkung von Rocuronium innerhalb weniger Minuten beendet werden, was die Anwendung von Rocuronium bei Narkoseeinleitungen mit erschwertem Airway-Management wie z. B. der RSI (s. o.) sicherer macht.

## Handelsnamen
Monopräparate
Esmeron (D, A, CH) sowie als Generikum (D, A)